# Anita Gbeho

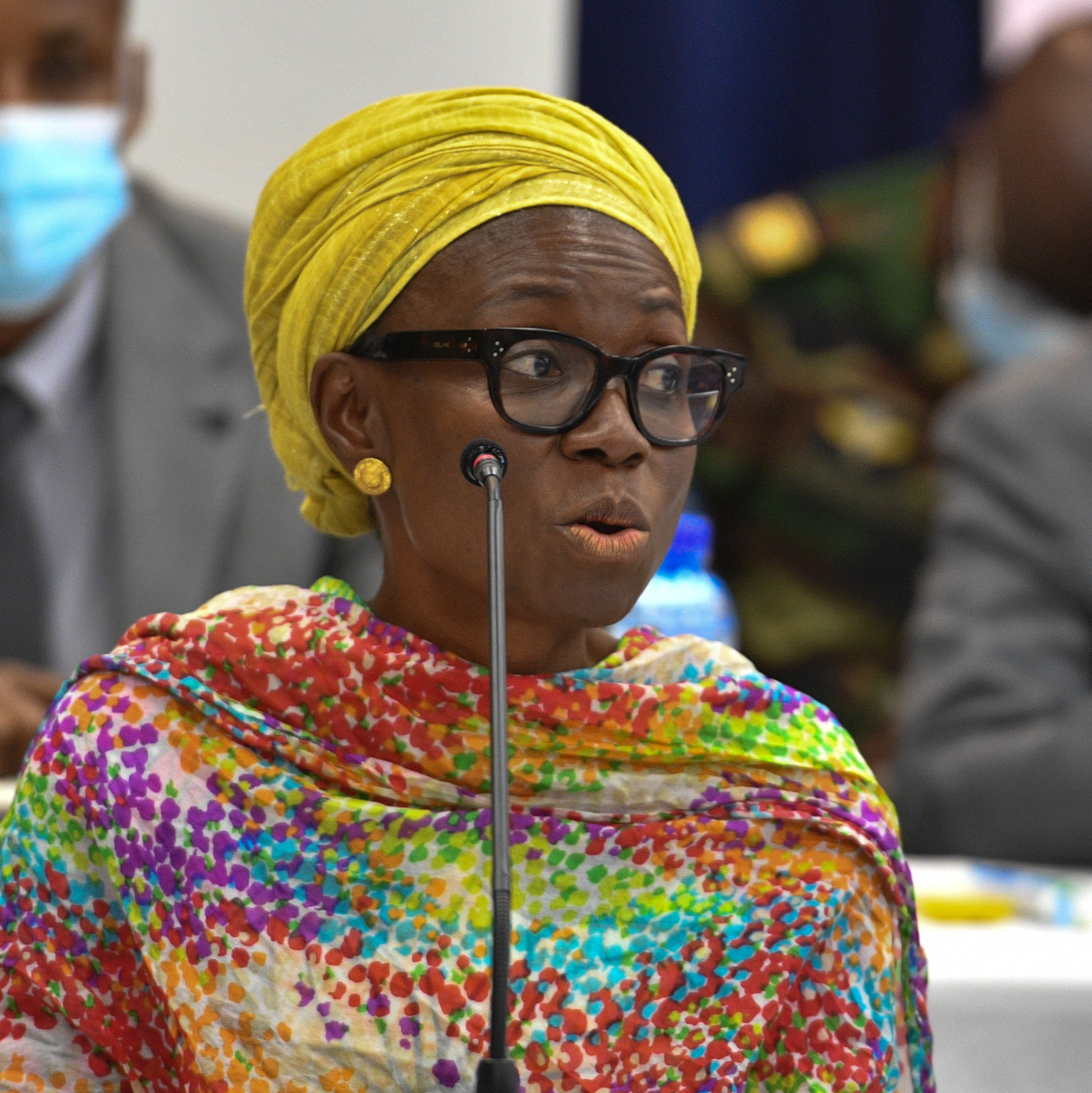
Anita Gbeho

Anita Kiki Gbeho (* 1964 in Accra) ist eine ghanaische Funktionärin der Vereinten Nationen, die seit 2020 stellvertretende Sondergesandte für die Unterstützungsmission der Vereinten Nationen in Somalia UNSOM (United Nations Assistance Mission in Somalia) ist.

## Leben
Anita Kiki Gbeho nahm ein Studium der Fächer Sozialwissenschaften und Afrikastudien an der State University of New York (SUNY), welches sie mit einem Bachelor of Arts (B.A. Social Sciences and African Studies) beendete. Ein postgraduales Studium im Fach Internationale Beziehungen an der Universität von Ghana schloss sie mit einem Master ab. Mitte der 1990er Jahre begann sie ihre Tätigkeit für die Vereinten Nationen und arbeitete im Bereich hochrangiger politischer und strategischer Beziehungen zu nationalen Behörden, regionalen Körperschaften und Partnern in Konflikt- und Postkonfliktumgebungen sowie in verschiedenen Ländern wie Angola, Kambodscha, Irak, Namibia, Sudan und Somalia. Sie war zeitweilig Sektionschefin im Amt der Vereinten Nationen für die Koordinierung humanitärer Angelegenheiten OCHA (United Nations Office for the Coordination of Humanitarian Affairs) in New York City sowie Leiterin der Büros des OCHA in Somalia und im Südsudan.
Im Juli 2015 übernahm Anita Gbeho den Posten als Residierende Koordinatorin und Vertreterin des Entwicklungsprogramms der Vereinten Nationen UNDP (United Nations Development Programme) in Namibia und hatte diesen bis April 2018 inne. Im Mai 2018 wurde sie stellvertretende Gemeinsame Sondergesandtin für den Hybriden Einsatz der Afrikanischen Union und der Vereinten Nationen in Darfur UNAMID (African Union/United Nations Hybrid Operation in Darfur) und leitete in dieser Funktion die Entwicklung und Umsetzung der Übergangsstrategie der Mission.
Anita Kiki Gbeho, die über 25 Jahre Erfahrung in der strategischen Planung, Koordination und Verwaltung in politischen, entwicklungspolitischen und humanitären Angelegenheiten am Hauptsitz der Vereinten Nationen und bei Feldoperationen verfügt, wurde am 30. Dezember 2020 vom Generalsekretär der Vereinten Nationen António Guterres zur stellvertretenden Sondergesandtin für die Unterstützungsmission der Vereinten Nationen in Somalia UNSOM (United Nations Assistance Mission in Somalia) ernannt und damit zur Nachfolgerin von Raisedon Zenenga, der als Assistierender UN-Generalsekretär Koordinator der Unterstützungsmission der Vereinten Nationen in Libyen UNSMIL (United Nations Support Mission in Libya) wurde.